# Corseria
Genre
Corseria est un genre de mollusques de la famille des Moitessieriidae. La seule espèce vivante identifiée d'après World Register of Marine Species (17 août 2019) est Corseria corsica, espèce localisée sur l'île de Corse, en France en 1994.

## Liste d'espèces
Selon World Register of Marine Species (11 septembre 2019) :
- Corseria corsica (R. Bernasconi, 1994)